# فلیس یانکل
فلیس یانکل (انگلیسی: Felice Jankell؛ زادهٔ ۲۴ فوریهٔ ۱۹۹۲) هنرپیشه اهل سوئد است.
از فیلم‌هایی که وی در آن نقش داشته‌است، می‌توان به قتل‌های ساندهام اشاره کرد.